# Maverick Sabre
Michael Stafford (Hackney, Londres, 12 de Julho de 1990) é um cantor, compositor, produtor e instrumentista britânico de descendência irlandesa. Associado aos gêneros R&B, soul, reggae, hip-hop e folk, Sabre é conhecido por ter vocais potentes e misteriosos. 

## Biografia
Filho de musicos, Maverick Sabre nasceu em Londres e foi criado na Irlanda. Após completar 17 anos de idade, Sabre mudou-se para Londres e iniciou sua carreira de musico.

## Carreira
Sua carreira começou em 2008 quando ele apareceu no álbum "The Sense Terror" dos rappers irlandeses Terawrizt e Nu-Centz. Sabre apareceu nas faixas "Lucky" e "Used To Blame". Participou também em 2009 no álbum "Jermicide & Class Danny Digg Middle", colaborando em três faixas:"… Affraid", "Where Do We Go" e "Still With Me". Em seguida, voltou a trabalhar com seus companheiros anteriores, Terawrizt Sense & Nu-Cez no álbum "The Terror 2", na faixa "Fly By Life". No dia 25 de novembro de 2010, Maverick Sabre lança sua mixtape de estréia, The Travelling Man, no Reino Unido. O lançamento foi disponibilizado em download digital gratuito e contou com a faixa "Sometimes", junto com um vídeo promocional. Em 2011, Maverick lançou seu primeiro single "Look What I’ve Done", faixa retirada do seu primeiro solo EP "The Lost Words" , lançado em 7 de março de 2011. Depois do seu cover de Wonderwall na Radio BBC 1 "The Lost Word" Chegou ao segundo lugar na iTunes Store. Mais tarde Sabre começou a lançar singles do seu aclamado álbum de estreia Lonely Are the Brave que foi lançando dia 6 de fevereiro de 2012. O primeiro single do álbum "Let Me Go" alcançou o #16 lugar nas paradas do Reino Unido e o segundo single, intitulado "I Need", alcançou a posição de número #18.